# Thomas Schmuckert
Thomas Schmuckert (* 1. April 1965 in Wuppertal) ist ein deutscher Schauspieler, Synchronsprecher sowie Hörspiel- und Hörbuchsprecher.

## Werdegang
Thomas Schmuckert nahm von 1987 bis 1989 an einem Schauspielseminar im Theaterforum Kreuzberg teil. Daraufhin studierte er von 1990 bis 1992 an der Hochschule für Schauspielkunst „Ernst Busch“ Berlin. Parallel dazu nahm er Schauspielunterricht bei Michael Schweighöfer am Deutschen Theater in Berlin. Als Darsteller wirkte Schmuckert erstmals 1990 als Romeo in Romeo und Julia mit. Es folgten weitere Theaterengagements auf der Landesbühne Hannover, bei den Berliner Kammerspielen und jüngst auf der Vaganten Bühne. In der RTL-Fernsehserie Westerdeich spielte Schmuckert durchgehend die Rolle Manni Kaminski, drei Folgen lang in Hinter Gittern Dr. Tobias Lindner und in der Krankenhausserie Für alle Fälle Stefanie gab er die Episodenhauptrolle Hilmar Teschke.
Neben seiner Tätigkeit als Theater- und Filmschauspieler ist Schmuckert als Voice-over- und Synchronsprecher sowie Hörspiel- und Hörbuchsprecher tätig. Er lieh seine Stimme bereits Gideon Emery (24, CSI: NY, Eleventh Hour – Einsatz in letzter Sekunde), JR Bourne (Teen Wolf, The Secret Circle), Mehcad Brooks (True Blood), Katsuji Mori (Dragon Ball Z), Ryusei Nakao (Dragonball Z Kai), Hiroshi Shirokuma (Vinland Saga), Taira Kikumoto (Steins;Gate) und Jim McLarty (Power Rangers S.P.D.)
Thomas Schmuckert war bis 16. August 2016 Mitglied im Vorstand des Bundesverband Schauspiel (BFFS) und war bis 2020 gewähltes Beiratsmitglied in der Gesellschaft zur Verwertung von Leistungsschutzrechten (GVL). Dabei vertrat er die Gruppe der Schauspieler und künstlerisch Vortragenden.
Thomas Schmuckert leitete bis 2016 den Deutschen Schauspielerpreis.

## Filmografie (Auswahl)
- 2000: Tatort – Blüten aus Werder
- 2000: Tatort – Der Trippler
- 2001: Wilsberg und der Schuss im Morgengrauen
- 2005: Bianca – Wege zum Glück
- 2005: Herzlichen Glückwunsch
- 2006: Unter uns
- 2008: Klinik am Alex
- 2010: Notruf Hafenkante (Fernsehserie, Folge Wehrlos)
- 2011: Die Mongolettes – Wir wollen rocken!
- 2012: Der Staatsanwalt
- 2012: In aller Freundschaft (Fernsehserie, Folge Am Ende des Weges)
- 2012: Schloss Einstein
- 2013: Der Dicke
- 2013: Kaptn Oskar
- 2014: Die Diplomatin, TV-Film
- 2014: Heldt (Fernsehserie, Folge Alles hat ein Ende …)
- 2014: Herzensbrecher – Vater von vier Söhnen (Fernsehserie, Folge Ein richtiges Kind)
- 2014: SOKO Wismar
- 2014: Weissensee
- 2015: SOKO Stuttgart
- 2015: Die Stadt und die Macht, TV-Film
- 2015: Der Geruch der Schafe, TV-Film
- 2015: 600 PS für zwei, TV-Film
- 2016: Akte Ex (Fernsehserie, Folge Die Lüge)
- 2016: Club der roten Bänder (TV-Serie, eine Folge)
- 2018: In aller Freundschaft – Die jungen Ärzte (Fernsehserie, Folge Trau dich!)
- 2018: 303
- 2018: Wilsberg – Mörderische Rendite
- 2018: Skin Creepers
- 2018: Um Himmels Willen (Fernsehserie, Folge Im falschen Körper)
- 2020: Käthe und ich: Zurück ins Leben (Fernsehreihe)
- 2021: Inga Lindström: Der schönste Ort der Welt (Fernsehreihe)
- 2021: SOKO Leipzig (Fernsehserie, Folge Unerwünschte Nebenwirkung)
- 2021: Ein starkes Team: Verdammt lang her (Fernsehreihe)
- 2022: SOKO Köln (Fernsehserie, Folge Lissis Leben)
- 2023: Hubert ohne Staller (Fernsehserie, Folge Spiel Satz Sarg)
- 2023: Die wandernde Erde II (als Liu Peiqiang)
- 2025: In aller Freundschaft (Fernsehserie, Folge Kinderleicht)

## Synchronrollen (Auswahl)

### Filme
- 1999: Wilde Nächte – Leidenschaft ohne Tabus – Jonathan Emerson als Charlie
- 2006: Pirates of the Caribbean – Fluch der Karibik 2 – Simon Meacock als Kaplan
- 2008: Religulous – Bill Gardiner als Bill Gardiner
- 2008: Che – Guerrilla – Armando Riesco als Benigno
- 2008: Bank Job – Robert Whitelock als Alfie Hook
- 2009: Detektiv Conan: Das Requiem der Detektive – Aruno Tahara als Masao Takada
- 2014: Leprechaun: Origins
- 2016: Money Monster – Lenny Venito als Lenny
- 2017: Justice League – Michael McElhatton als Black Clad Alpha
- 2018: Die Teufelsfeder – Ondřej Vetchý als Luzifer
- 2019: Gemini Man – Tony Scott als Schulleiter Brown
- 2020: Bad Boys for Life – Massi Furlan als Lee Taglin
- 2023: Arielle, die Meerjungfrau (2023) – John Dagleish als Mulligan (Sprache & Gesang)
- 2023: Psycho-Pass: Providence - Hiroshi Naka als Haruki Shirogane
- 2024: Wicked - Tom Kitely als Schneeleopard
- 2024: Queer - Michael Borremans als Doktor

### Serien
- 2005–2008: American Dad – Forest Whitaker als Turlington
- 2007: Ghost Whisperer – Stimmen aus dem Jenseits – Cesar Millan als Cesar Millan
- 2007: Ghost Whisperer – Stimmen aus dem Jenseits – Marc Raducci als Noah
- 2007: Desperate Housewives – Jeffrey Stubblefield als Jerome
- 2007: Power Rangers Operation Overdrive - Nic Sampson als Goldener Ritter
- 2008: Ghost Whisperer – Stimmen aus dem Jenseits – Wayne Pére als Dr. Jay Hayes
- 2008–2010: Black Butler – Hisayoshi Suganuma als Fred Abberline
- 2008: Code Geass: Lelouch of the Rebellion R2 – Issei Futamata als Kousetsu Urabe
- 2009–2012: Merlin – Die neuen Abenteuer – Rupert Young als Sir Leon
- 2010: Ghost Whisperer – Stimmen aus dem Jenseits – Frank Krueger als Dennis
- 2010: Chuck – Faran Tahir als Farrokh Bulsara
- 2012: Dexter – Mark Gantt als Mills
- 2014: Ninjago – Richard Newman als General Cryptor
- seit 2014: Blaze und die Monstermaschinen – als Crusher
- 2015: Terror in Tokio als Kenjirō Shibazaki
- 2015–2018: Dragon Ball Super – als Freezer
- 2016: The Walking Dead – Karl Makinen als Richard
- 2016: Ninjago: Tag der Erinnerungen – Richard Newman als General Cryptor
- 2016–2022: Ninjago – Michael Antonakos & Alan Marriott als Der Mechaniker
- 2017: Ozark – Jason Bateman als Marty Byrde
- 2018: Sirius the Jaeger – Kenyuu Horiuchi als Willard
- 2019–2021: Hovik Keuchkerian in Haus des Geldes als Santiago Lopez alias Bogotá
- 2019: Why Women Kill – Jack Davenport als Karl Grove
- 2019: Demon Slayer: Kimetsu no Yaiba – Masaki Terasoma als Saburo
- 2019–2020: Sword Art Online: Alicization – War of Underworld – Kanehira Yamamoto als Gasupht Zuberg
- 2019–2022: His Dark Materials – Mat Fraser als Raymond van Gerritt
- seit 2020: Curon – Luca Lionello als Thomas Raina
- 2020: Mord in Genua – Ein Fall für Petra Delicato – Andrea Pennacchi als Antonio Monte
- 2020: American Dad – Jon Reep als Cleonard
- Seit 2022: Spy × Family – Youji Ueda als Cavi Campbell (Folgen 22 & 23)
- 2024: X-Men '97 – Cal Dodd als James 'Logan' Howlett / Wolverine (Wolverine (Comicfigur))

### Spiele
- 2014: Sonic Boom: Lyrics Aufstieg als Lyric
- 2014: Sonic Boom: Der zerbrochene Kristall als Lyric
- 2017: The Legend of Zelda: Breath of the Wild als Daruk, Recke der Goronen
- 2020: Hyrule Warriors: Zeit der Verheerung als Daruk, Recke der Goronen
- 2021: Final Fantasy XIV als Kokkol Dankkol
- 2022: Mario + Rabbids Sparks of Hope als Waldemar und Theriak[5]
- 2024: Sonic X Shadow Generations als Mephiles
- 2025: Assassin’s Creed Shadows, als Alessandro Valignano

## Hörspiele (Auswahl)
- 2007: Das Gesetz der Trägheit – Regie: Harald Krewer
- seit 2008: Dorian Hunter – Dämonenkiller (laufende Hörspielserie) – Regie: Marco Göllner bzw. Dennis Ehrhardt
- 2019: Death Note – Die komplette Hörspielreihe (nach der Mangaserie von Tsugumi Ōba und Takeshi Obata), Lübbe Audio & Audible (Download), ISBN 978-3-8387-9298-9.[6]
- 2021: Kai Meyer: Sieben Siegel (Staffel 2, Audible-Hörspielserie)
- 2022: Carola Lowitz &  Susanna Mewe:  Harper Green (Audible-Hörspielserie, Staffel 1)

## Hörbücher (Auswahl)
- 2016: David Gemmell: Die Legende. (Audible exklusiv)[7]
- 2018: David Gemmell: Der Schattenprinz (Audible exklusiv)
- 2019: Sebastian Kretz: Unkraut. Tatort Neukölln (Audible exklusiv)
- 2020: Raymond A. Villareal: Die Chronik vom Aufstand der Vampire (Audible exklusiv)
- 2021: Akram El-Bahay: Lias und der Herr der Wellen (Audible exklusiv)
- 2022: Akram El-Bahay: FABULA – DAS PORTAL DER DREIZEHN REICHE, Lübbe Audio, ISBN 978-3-7540-0202-5 (Hörbuch-Download)
- 2023: Ben Bauhaus: MK4 Berlin – Im Auge des Killers, Lübbe Audio, ISBN 978-3-7540-0763-1 (Hörbuch-Download, Mordkommission 4, 1)
- 2024: Akram El-Bahay: Der Meister der siebten Familie (Audible exklusiv, Magische Bilder 2)
- 2025: Hans Rosenthal: Zwei Leben in Deutschland. Eine jüdisch-deutsche Geschichte, Lübbe Audio, ISBN 978-3-7857-8728-1